# 特捜部Q 檻の中の女
『特捜部Q 檻の中の女』（デンマーク語: Kvinden i buret、英語: The Keeper of Lost Causes）は、ミケル・ノガールが監督を務めた、2013年公開のデンマーク映画。
ユッシ・エーズラ・オールスンの小説を原作としている。
この作品が「特捜部Q」シリーズ映画の第1作目で、続いて、『特捜部Q キジ殺し』（2014年）、『特捜部Q Pからのメッセージ』（2016年）、『特捜部Q カルテ番号64』（2018年）、『特捜部Q 知りすぎたマルコ』（2021年）が製作された。

## あらすじ
カール・マークは、未解決事件捜査班の特捜部Qに降格・配属された。というのは、応援を待たずに彼が強引に捜索に入り込んだ容疑者宅で銃撃を受け、マークは重傷、同僚二人のうち一人は殉職、もう一人は再起不能の重傷を負うという失態を演じたからである。
マークは未解決事件の捜査資料を整理する中で、自殺とされている資料に興味を持つ。女性で新進気鋭の政治家ミレーデ・ルンゴーで、ミレーデは弟との船旅の途中で行方不明となり、その後も何も発見されないまま船上からの投身自殺と結論づけられていた。しかし、マークはミレーデが誘拐されたのではないかとの疑いを持った。マークは助手のアサドとともに捜査を始める。捜査の過程でスウェーデン警察に協力してもらったのがバレて、職務の範囲をこえているとして停職処分を受け、身分証を取り上げられるが、それでも粘り強く調査を続ける。
ミレーデ・ルンゴーは自殺したとして捜査は終了されていたが、実は死んでおらず、ラースという男によって圧力室に加圧されて監禁されていた。犯行の動機は、ルンゴーの父親が運転する車が、ラースの家族が乗った車を追い越そうとしたときに、ミレーデ・ルンゴーがいたずらで運転している父親に後から目隠しをしたために対向車線前方から大型トラックが来るのに気付くのが遅れ、あわててトラックを避けるためにラース一家の車を巻き添えにして転落させ、ラースの父親と妹を死なせていた事故を恨んでいたことである。生き残って車椅子生活をおくっている母親ウラを介護しながら料理人をしていたラースは、ある日テレビにルンゴーが新進気鋭の女性政治家として登場しているのを見かけ、恨みを隠して接近・誘拐し、1年以上にわたって監禁していたのである。
マークとアサドはルンゴーが監禁されている圧力室を探し出し、今にも死にそうなルンゴーを救出しラースを逮捕する。二人の粘り強く、命がけの捜査によって事件が解決したことで、警察署長は二人を刑事に復職させる。

## 配役
※括弧内は日本語吹替。
- 刑事カール・マーク - ニコライ・リー・カース（宮内敦士）
- 特捜部Qでのマークの助手アサド - ファレス・ファレス（山本兼平）
- 誘拐されたミレーデ・ルンゴー - ソーニャ・リヒター
- ミレーデ・ルンゴーの弟、ウフェ・ルンゴー - ミケル・ボー・フォルスゴー
- 誘拐犯ラース・イェンスン - ペーター・プラウボー
- ラース・イェンスンの母親、ウラ・イェンスン - マリー・ルイーズ・コーニンク
- マーカス・ヤコブセン - セーレン・ピルマーク（丸山壮史）
- ハーディ・ヘニングセン - トロール・リビー
- セス・ノロップ – パトリシア・シューマン
- ヨハン・ランドキスト - エリック・エリクソン
- テレッザ - マリハナ・ヤンコビッチ

## 公開
映画は、2013年1月のヨーテボリ映画祭を皮切りに、いくつかの映画祭で上映された後、2013年10月にデンマークで一般公開された。2013年中に72万5千人を動員し、現地の興行収入で首位に立った。